# Bogdan Țăruș
Bogdan Țăruș (Gabriel Bogdan Țăruș; * 1. August 1975 in Piatra Neamț) ist ein rumänischer Weitspringer.
Bei den Leichtathletik-Weltmeisterschaften 1995 in Göteborg, 1997 in Athen und 1999 in Sevilla und den Olympischen Spielen 1996 in Atlanta schied er in der Qualifikation aus. Bei den Leichtathletik-Hallenweltmeisterschaften 1999 wurde er Sechster und bei den Olympischen Spielen 2000 in Sydney Neunter.
Einem erneuten Aus in der Qualifikation bei den Weltmeisterschaften 2001 in Edmonton folgte ein zehnter Platz bei den Weltmeisterschaften 2003 in Paris/Saint-Denis.
2004 wurde er Vierter bei den Hallenweltmeisterschaften in Budapest und Achter bei den Olympischen Spielen in Athen.
Seine Bestleistung von 8,29 m stellte er am 18. Mai 1996 in Formia auf. In der Halle gelang ihm ein noch weiterer Sprung mit 8,30 m am 29. Januar 2000 in Bukarest.